# Conrad Quensel (Astronom)

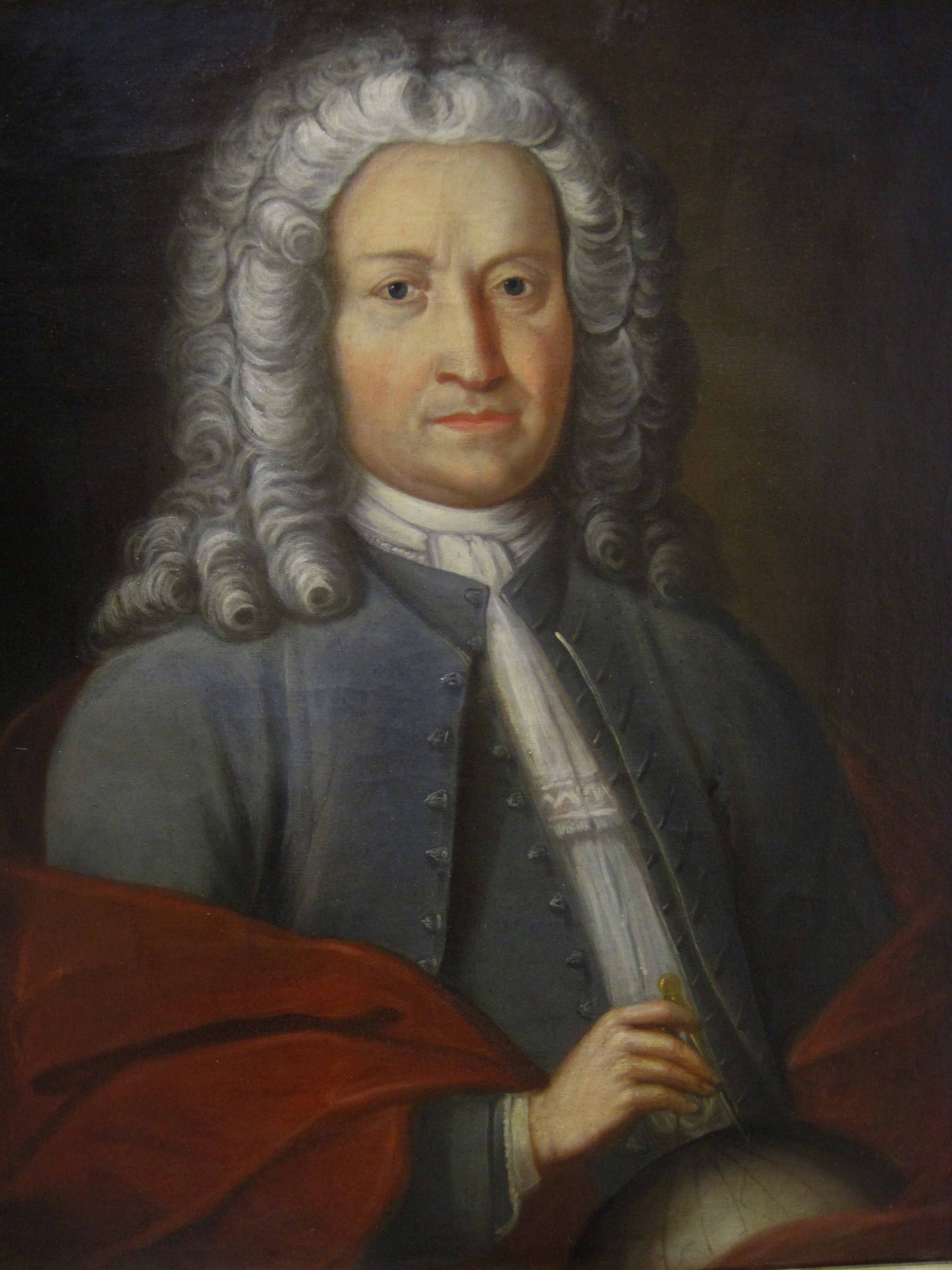
Conrad Quensel

Conrad Quensel (* 16. April 1676 in Stockholm; † 13. Januar 1732 in Lund) war ein schwedischer Astronom und Mathematiker.

## Leben
Conrad war ein Sohn des Assessors des Åboer Hofgerichts Wilhelm Johann Quensel († 1727) und der Maria, geborene Bröms († 1697). Er war in erster Ehe 1706 mit Anna Wallwijk († 1711), in zweiter Ehe 1714 Ingeborg Tholin und in dritter Ehe 1720 mit Anna Petronella Federsdotter vermählt.
Quensel studierte seit 1686 an der Universität Uppsala, sowie seit 1691 in Åbo, wo er 1694 als Magister Adjunkt der philosophischen Fakultät wurde. Als Professor der Mathematik an der Universität Pernau wirkte er in den Jahren 1705 bis 1710 und war ebd. im Sommersemester 1708 Rektor. Von 1712 an war er bis zu seinem Lebensende Professor der Mathematik in der Universität Lund. Quensel war der Erste in Schweden, der die Lehre von Kopernikus offiziell anerkannte.

## Werke
Quensel hat verschiedene Programmata und Disputationen veröffentlicht.